# Hartmeyeria hupferi
Hartmeyeria hupferi är en sjöpungsart som först beskrevs av Wilhelm Michaelsen 1908.  Hartmeyeria hupferi ingår i släktet Hartmeyeria och familjen lädermantlade sjöpungar. Inga underarter finns listade i Catalogue of Life.